# 第一代波特蘭伯爵威廉·本廷克

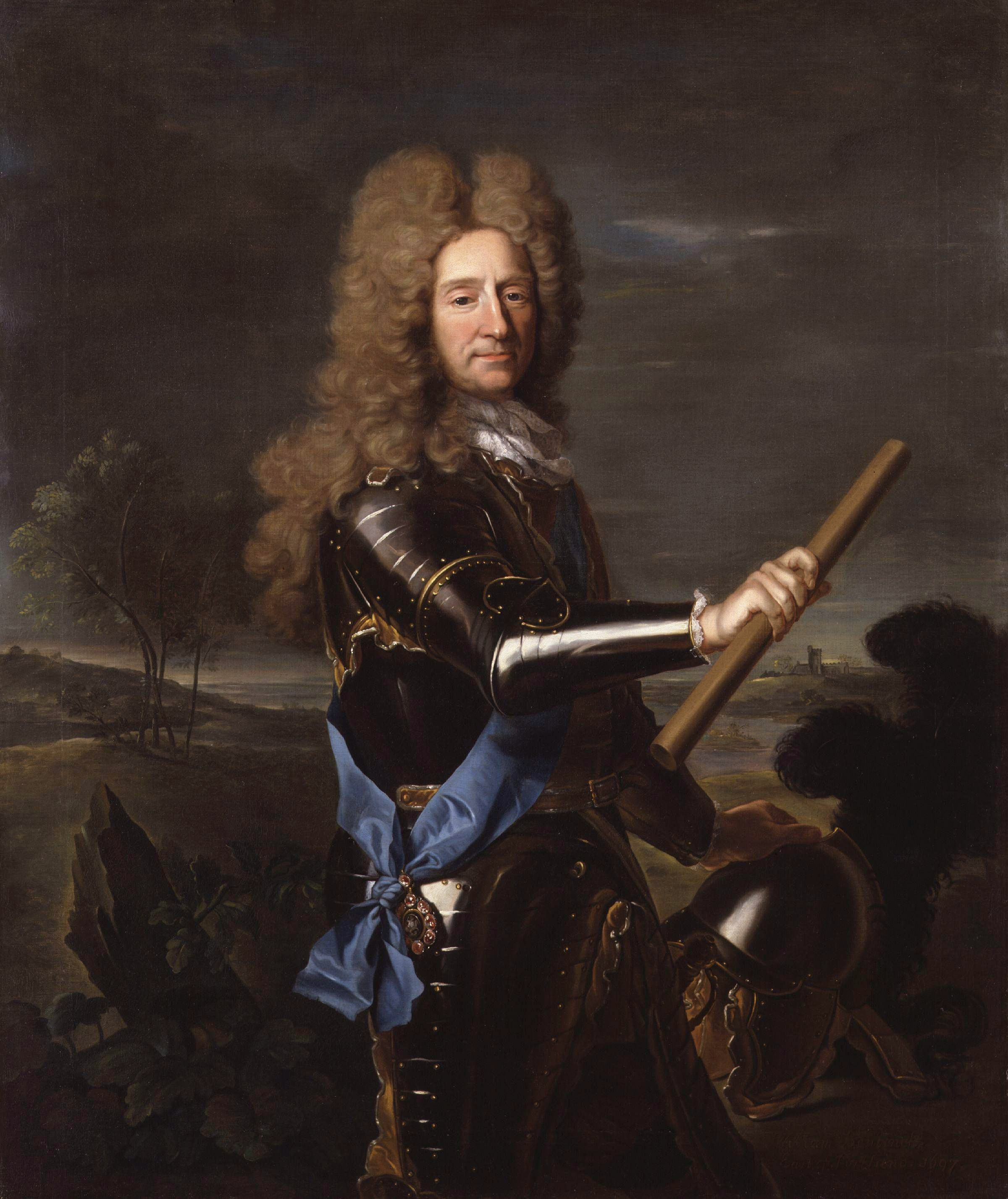
波特蘭伯爵威廉·本廷克

第一代波特蘭伯爵威廉·本廷克（William Bentinck, 1st Earl of Portland，1649年7月20日—1709年11月23日）是一名英國貴族，出生於荷蘭上艾瑟爾省。他是威廉三世的寵臣、外交官，1689年受封波特蘭伯爵爵位，但在1699年辭去政府職務。

## 家庭
1678年他與安妮·維利爾斯（Anne Villiers）結婚，有四個孩子：
- 瑪麗（1679—1726），嫁給埃塞克斯伯爵
- 亨利（英语：Henry Bentinck, 1st Duke of Portland）（1682—1726），第一代波特蘭公爵
- 法蘭西絲（1684—1712）
- 伊莎貝拉（1688—1728）

1700年，他與珍·瑪莎·坦珀（Jane Martha Temple）結婚，有五個孩子：
- 索菲亞（1701—1741）
- 伊麗莎白（1703—1765）
- 威廉（英语：Willem Bentinck van Rhoon）（1704—1774）
- 哈麗埃特（1705—1792）
- 芭芭拉（1709—1736）